# پوکارانی (پرو)
پوکارانی (به اسپانیایی: Pukarani) یک کوه در پرو است که در منطقه پونو واقع شده‌است. پوکارانی ۴٬۳۰۱٫۹ متر بالاتر از سطح دریا واقع شده‌است.